# Nguyễn Văn Linh (Bắc Giang)
Nguyễn Văn Linh (sinh năm 1959) là một chính khách, từng giữ chức Phó Bí thư Tỉnh ủy, Chủ tịch UBND tỉnh Bắc Giang

## Tiểu sử
Nguyễn Văn Linh sinh ngày 2 tháng 9 năm 1959, quê quán ở xã Cao Xá, huyện Tân Yên, tỉnh Bắc Giang (nay là xã Tân Yên, tỉnh Bắc Ninh).

## Sự nghiệp
Từ 09/1979 - 09/1983: Giáo viên, Tổng phụ trách Đội Trường THCS Ngọc Vân và Hợp Đức (Tân Yên).
Ngày 22 tháng 12 năm 1981, Nguyễn Văn Linh gia nhập Đảng Cộng sản Việt Nam, thành đảng viên chính thức vào ngày 22 tháng 12 năm 1982..
Từ 10/1983 - 07/1988: Uỷ viên Ban Thường vụ Huyện đoàn, Phó Bí thư Huyện đoàn Tân Yên.
Từ 08/1988 - 01/1990: Học tại Trường Đảng Nguyễn Ái Quốc khu vực I.
Từ 02/1990 - 10/1991: Chánh Văn phòng Huyện ủy Tân Yên.
Từ 11/1991 - 11/1994: Uỷ viên Ban Thường vụ Huyện uỷ, Trưởng ban Tổ chức Huyện uỷ Tân Yên.
Từ 12/1994 - 09/1997: Ủy viên Ban Thường vụ Huyện uỷ, Phó Chủ tịch Thường trực UBND huyện Tân Yên.
Từ 10/1997 - 11/1999: Phó Bí thư Huyện uỷ, Chủ tịch HĐND huyện Tân Yên.
Từ 12/1999 - 06/2003: Phó Bí thư Huyện uỷ, Chủ tịch UBND huyện Tân Yên.
Từ 07/2003 - 08/2005: Chánh Văn phòng UBND tỉnh Bắc Giang.
Từ 09/2005 - 11/2005: Quyền Trưởng ban Tuyên giáo Tỉnh uỷ Bắc Giang.
Từ 12/2005 - 04/2008: Uỷ viên Ban Thường vụ Tỉnh ủy, Trưởng ban Tuyên giáo Tỉnh uỷ Bắc Giang.
Từ 05/2008 - 11/2010: Uỷ viên Ban Thường vụ Tỉnh uỷ, Phó Chủ tịch UBND tỉnh Bắc Giang.
Tháng 12/2010 - 04/2015: Uỷ viên Ban Thường vụ Tỉnh uỷ, Phó Chủ tịch thường trực UBND tỉnh Bắc Giang.
Ngày 27 tháng 4 năm 2015, Nguyễn Văn Linh được Ban Chấp hành Đảng bộ tỉnh Bắc Giang bầu giữ chức Phó Bí thư Tỉnh ủy Bắc Giang nhiệm kỳ 2010-2015, sau đó được HĐND tỉnh Bắc Giang bầu giữ chức vụ Chủ tịch UBND tỉnh Bắc Giang nhiệm kỳ 2011-2016.
Ngày 26 tháng 10 năm 2019, Ban chấp hành Đảng bộ tỉnh Bắc Giang chính thức chia tay ông Nguyễn Văn Linh nghỉ hưu theo chế độ

## Khen thưởng
- Huân chương Lao động hạng Ba
- Nhiều bằng khen của các bộ, ngành Trung ương, UBND tỉnh Bắc Giang